# Belsazar
Belsazar of Belsassar of (verouderd) Balthazar (Babylonisch: , Bēl-šarra-uṣur, "Bel, bescherm de koning") was de zoon van Nabonidus en kroonprins van Babylonië. In de periode 553 v.Chr. tot 543 / 542 v.Chr. was Nabonidus om onbekende reden in zelfverkozen ballingschap in Tajma (op het Arabische schiereiland). In die periode regeerde Belsazar als regent over Babylonië. Via zijn moeder kan hij een kleinzoon zijn geweest van Nebukadnezar II, maar dit is niet zeker en zijn verwantschap met Nebukadnezar kan een vorm van propaganda zijn geweest.

## Feest van Belsazar
Belsazar (Aramees: בֵּלְשַׁאצַּר / בֵּלְאשַׁצַּר, Bēlšaṣṣar en בֵּלְטְשַׁאצַּר, Bēlṭšaṣṣar) wordt in Daniël 5 in de Hebreeuwse Bijbel de zoon van Nebukadnezar genoemd. In dit verhaal gaf hij het "Feest van Belsazar", een groot feest voor duizend van zijn machthebbers. Tijdens de maaltijd gebruikten zij op bevel van Belsazar de bekers die zijn vader Nebukadnezar uit de tempel van Salomo had geroofd. Ineens verscheen er een hand die een tekst in een onbekend schrift op de muur schreef. Koning Belsazar vroeg aan de wijzen van Babylonië het schrift te verklaren, maar geen van hen kon het schrift ontcijferen. 
Daarop haalde men Daniël, die de tekst uitlegde. De woorden waren: Mene mene tekel ufarsin, (Hebreeuws voor "geteld, geteld, gewogen en verdeeld"). Daniël interpreteerde deze woorden als een waarschuwing van God vanwege Belsazars heiligschennis. Belsazar was gewogen en te licht bevonden. Zijn koninkrijk was verdeeld en gegeven aan de Meden en de Perzen. Daniël werd hierop benoemd tot een van de drie rijksbestuurders van het land. Het verhaal eindigde met de val van het Babylonische rijk, nog diezelfde nacht. Belsazar werd vermoord en Darius de Mediër nam zijn koninkrijk over.

## Doorwerking

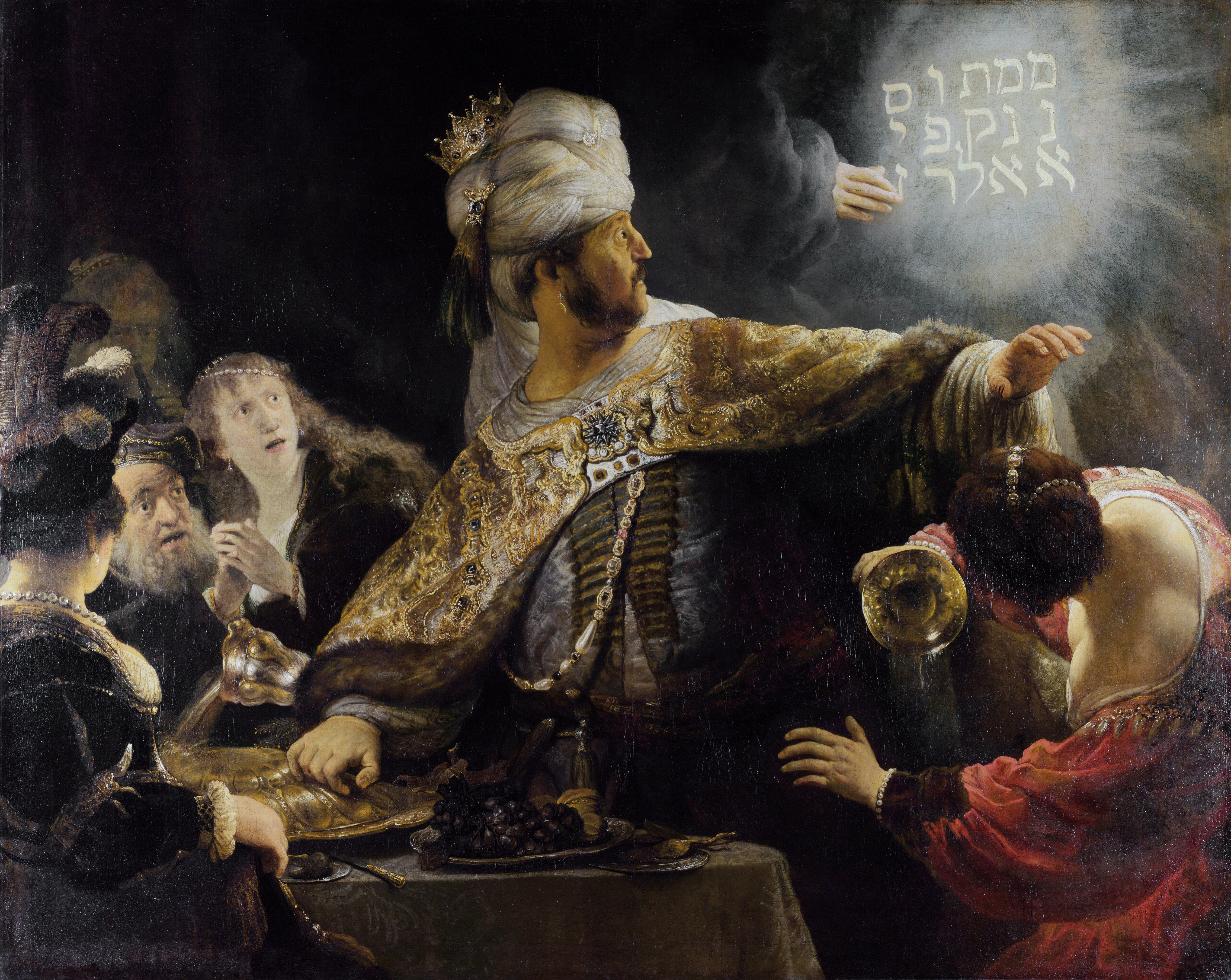
Belsazars feest, Rembrandt, 1635

Het verhaal over het "Feest van Belsazar" heeft verscheidene kunstenaars geïnspireerd. 
- Rembrandt schilderde "Belsazars feest" in 1635 (zie hiernaast). Het hangt in de Londense National Gallery.
- Georg Friedrich Händel componeerde een oratorium op dit thema.
- Heinrich Heine dichtte de ballade Belsatzar. Deze werd door Robert Schumann op muziek gezet.
- William Walton componeerde het oratorium "Belshazars Feast".
- Jean Sibelius componeerde in 1906 muziek bij het toneelstuk dat Hjalmar Procopé naar aanleiding van het Bijbelverhaal schreef.
- Nescio schreef een novelle getiteld Mene Tekel.

Het verhaal leeft in het Nederlands voort in de gezegden:
- "Een teken aan de wand": een teken van naderend onheil, of een aankondiging dat er iets belangrijks of ergs gaat gebeuren.[2]
- "Gewogen en te licht bevonden": je komt niet door de keuring of dreigt veroordeeld te worden; het gaat verkeerd met je aflopen en het is maar de vraag of je een tweede kans krijgt.[3]